# کهر

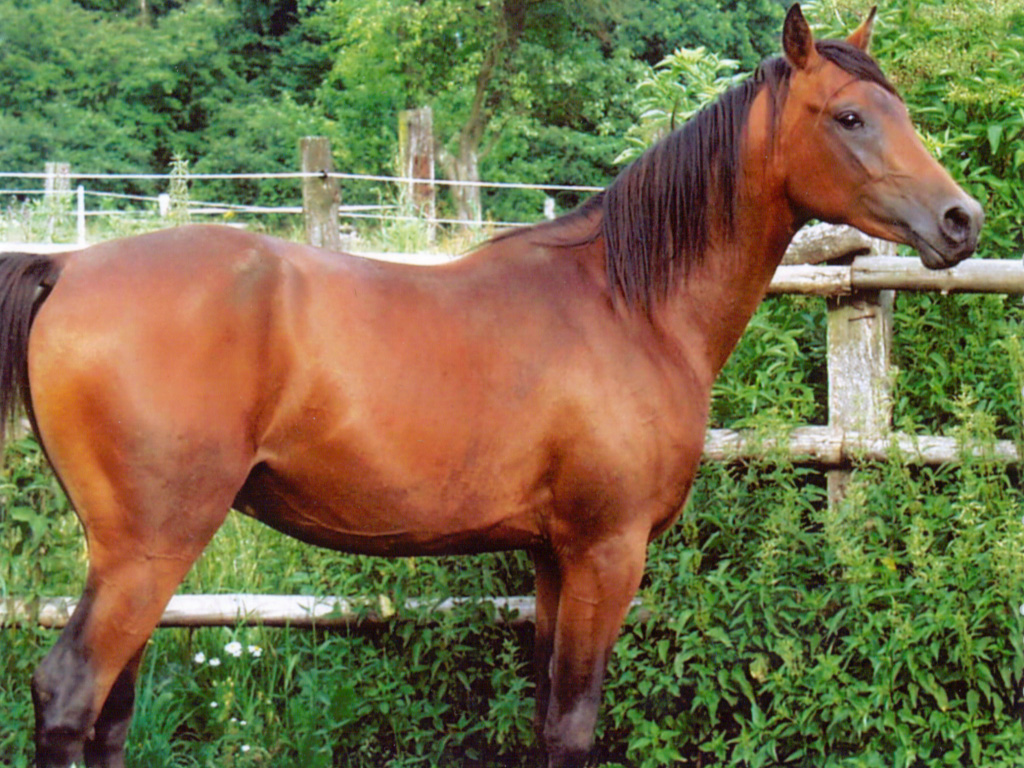
اسب عربی کهر روشن

کَهَر به رنگ «قهوه‌ای-سرخ» یا قهوه‌ای مسی اسب گفته می‌شود. رنگ موی یال و دم اسب کهر تیره‌تر از رنگ بدنش است.
رنگ اسب قهوه‌ای روشن‌تر را که رنگدانه سیاه ندارد و یال و دم همرنگ بدن است، کرنگ می‌نامند.
این واژه در ضرب‌المثل‌ها نیز به کار می‌رود، مانند «کهر کم از کبود نیست».

## نگارخانه

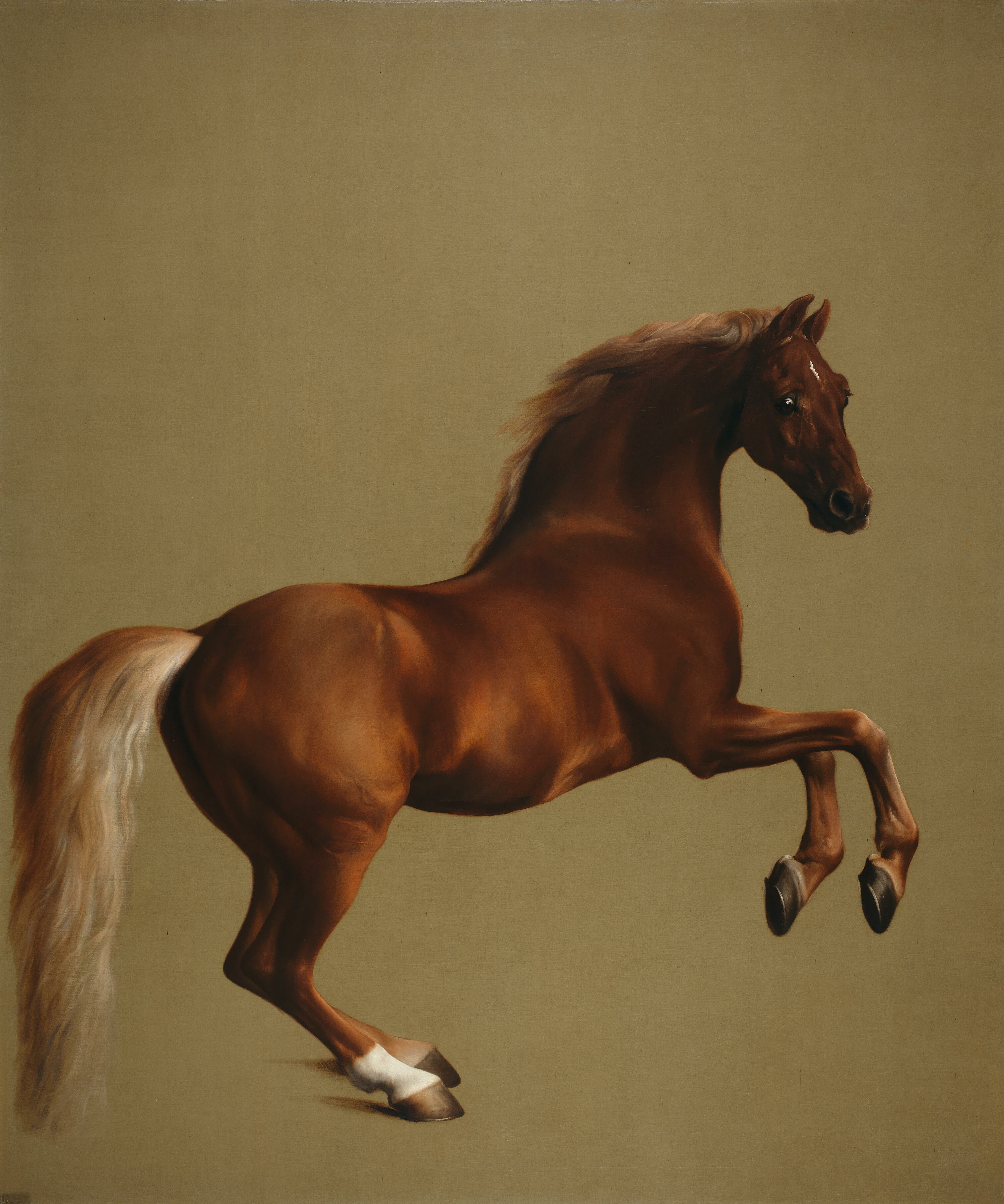
نقاشی رنگ روغن از یک اسب کهر اثر جرج استابز نقاش انگلیسی